# Le Mesnil-Lieubray
Le Mesnil-Lieubray är en kommun i departementet Seine-Maritime i regionen Normandie i norra Frankrike. Kommunen ligger i kantonen Argueil som tillhör arrondissementet Dieppe. År 2022 hade Le Mesnil-Lieubray 94 invånare.

## Befolkningsutveckling
Antalet invånare i kommunen Le Mesnil-Lieubray
| Referens: INSEE |